# Jean-Louis-Ernest Meissonier
Jean-Louis-Ernest Meissonier (Lyon, 21 februari 1815 – Parijs, 31 januari 1891) was een Frans kunstschilder, graveur en beeldhouwer.
Meissonier werd vooral bekend door zijn voorstellingen van Napoleon Bonaparte, veldslagen en andere militaire onderwerpen.

## Jeugd
Ernest Meissonier begon al op vroege leeftijd met schilderen. Hiervan getuigen enkele schetsen uit 1823. Zijn vader was koopman en had geen geld om een opleiding tot kunstenaar te betalen. De jongen ging daarom aanvankelijk aan de slag bij een drogisterij, maar trok uiteindelijk toch naar Parijs met de ambitie om daar zijn brood als kunstenaar te verdienen.
Hij bestudeerde en kopieerde schilderijen in het Louvre en werkte daar samen met Charles-François Daubigny. Met veel moeite verdiende hij net genoeg om van rond te komen. Hij decoreerde ventilatoren en bonbondozen en verkocht kopieën van schilderijen.
Meissonier begon zijn opleiding in de werkplaats van Jules Potier (1796-1865). Later kwam hij in het atelier van Léon Cogniet terecht.
Ernest Meissonier was voor een groot deel autodidact en leerde behalve door kopiëren door het maken van houtsneden voor boekillustraties. Meissonier was een meester in het houtsnijden. Zijn werk bij Les Conies Rémois, later gegraveerd door Hippolyte Lavoignat (1813-1896), La chute d'un ange van Alphonse de Lamartine en Les Français peints par eux-mêmes is het meest bekend.
Meissonier werkte voor uitgevers zoals Curmer, Hetzel en Dubocherhe. De afbeeldingen in de boeken waren erg klein, hetgeen verklaart waarom Meissonier later een specialist werd in het schilderen van miniaturen.

## Succes
Hij exposeerde op de Parijse salon van 1834 met het schilderij Les Bourgeois Flamands (De Vlaamse burgers, ook bekend als Het bezoek aan de burgemeester). De Salon betekende zijn doorbraak. Het schilderij werd gekocht door Sir Richard Wallace (1818-1890), die uiteindelijk meer dan 15 werken van Meissonier verzamelde. Het was het eerste van een serie miniaturen waarmee hij zijn naam zou vestigen.
Na het succes op de Salons van 1834 en 1836 probeerde hij religieuze voorstellingen, maar had daar weinig succes mee. Hij keerde terug naar de historische genrestukken en had veel succes met Het schaakspel (1841), Jonge man die cello speelt (1842), Schilder in zijn atelier (1843), Kaartspel (1861), en Jonge man die tekeningen bestudeert.
In 1838 trouwde hij met de zuster van de schilder Auguste Steinheil.
Hij won prijzen op de Parijse Salons van 1840, 1841, 1843 en 1848. Vanaf 1848, volgens anderen pas vanaf 1862, begon Meissonier met het vervaardigen van standbeelden.

## Historische doeken en militaire voorstellingen

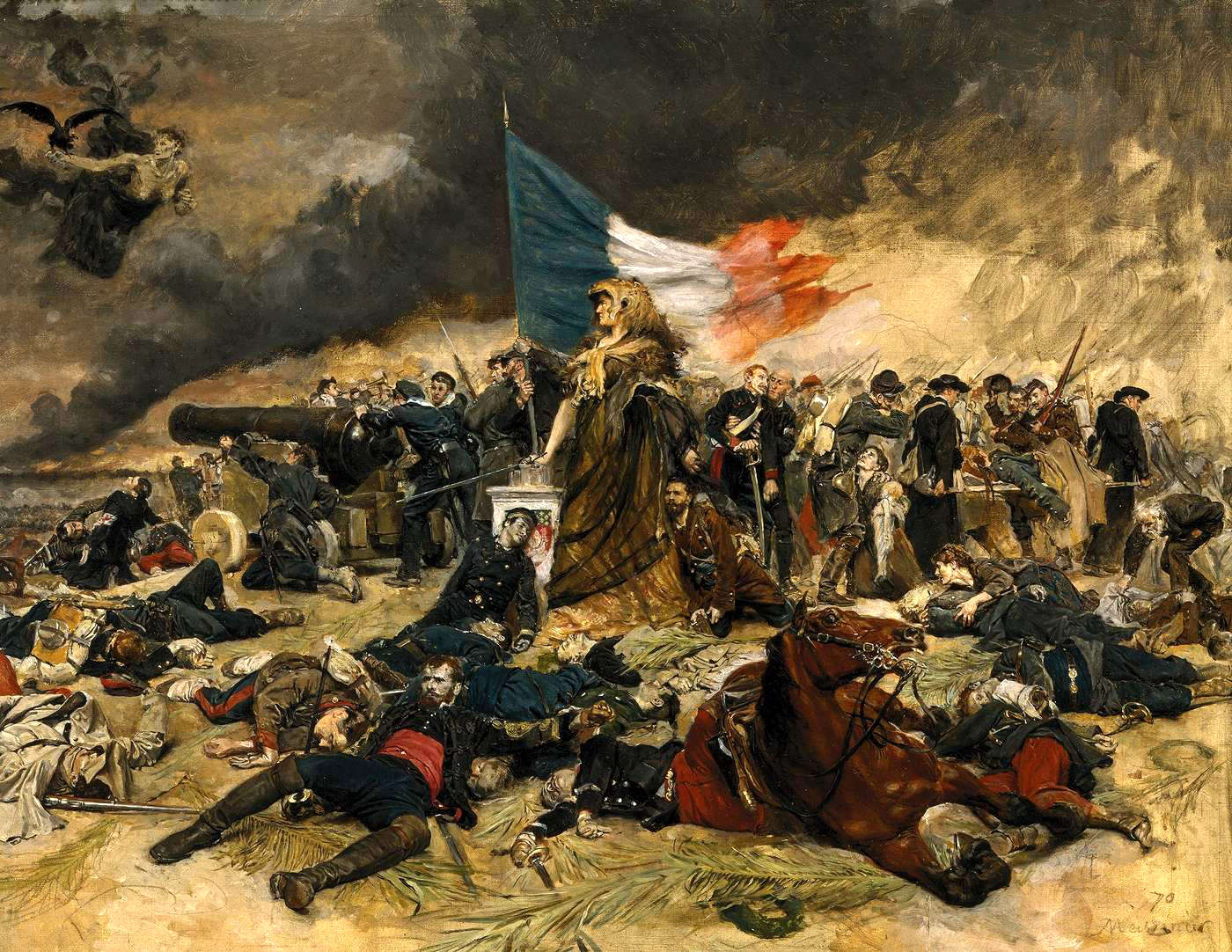
Het beleg van Parijs in 1870, 1884

Meissonier schilderde veel historische doeken waarbij hij inspiratie haalde uit de Franse Revolutie en de napoleontische periode. In 1855 bereikte de schilder een hoogtepunt in zijn carrière. Zijn doek La Rixe werd door Napoleon III aan de Engelse koningin Victoria geschonken.
Gedurende de Italiaanse oorlog van 1859 en de Frans-Duitse oorlog van 1870 was hij in dienst bij Napoleon III. Hij begeleidde Napoleon III op zijn tocht naar Italië. Gedurende het beleg van Parijs was hij kolonel bij een regiment van de infanterie.
Zijn meest ambitieuze project was het schilderen van een serie taferelen uit de militaire loopbaan van Napoleon Bonaparte, waaronder 1814 en De Campagne van Frankrijk (1863/1864), Friedland (1875, nu in het Metropolitan Museum) en Currasiers voor de veldslag (1876).
In 1871 schilderde hij een wat groter doek, Ruines van de Tuilerieën. In 1874 kreeg hij een opdracht voor een muurschildering in het Pantheon die hij niet voltooide.
Van alle Franse kunstenaars uit de 19e eeuw is Meissonier een van de best betaalde geweest. Hij bezat verschillende huizen en landgoederen, met door hemzelf ontworpen werk in zilver, schilderijen, rashonden en raspaarden.
Hij hoopte dat hij leraar zou kunnen worden op de École nationale supérieure des beaux-arts, maar werd nooit gekozen. In 1861 volgde hij Abel de Pujol op als lid van de Académie des Beaux-Arts. In 1890 werd hij bij de heroprichting van de Société Nationale des Beaux-Arts gekozen tot eerste voorzitter. Kort daarna stierf hij echter.

## Invloeden
Behalve door de Franse academisten werd Meissonier beïnvloed door Gabriël Metsu en Gerard ter Borch en de Franse kunstenaars Chardin, Gravelot en Greuze.

## Leerlingen
Hij was leraar van Édouard Detaille en tevens van zijn zoon Jean Charles Meissonier.

## Galerij

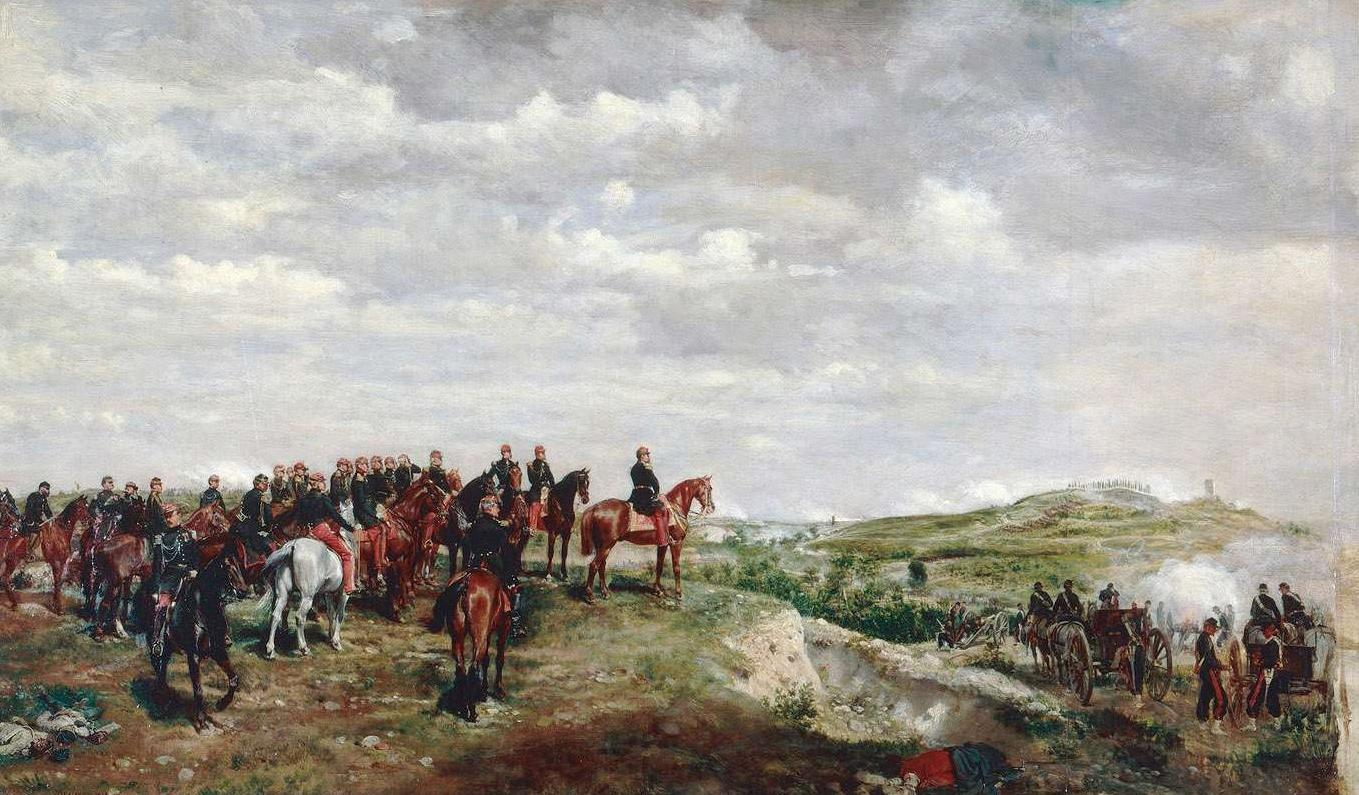
Napoléon III bij de Slag van Solferino, 1863
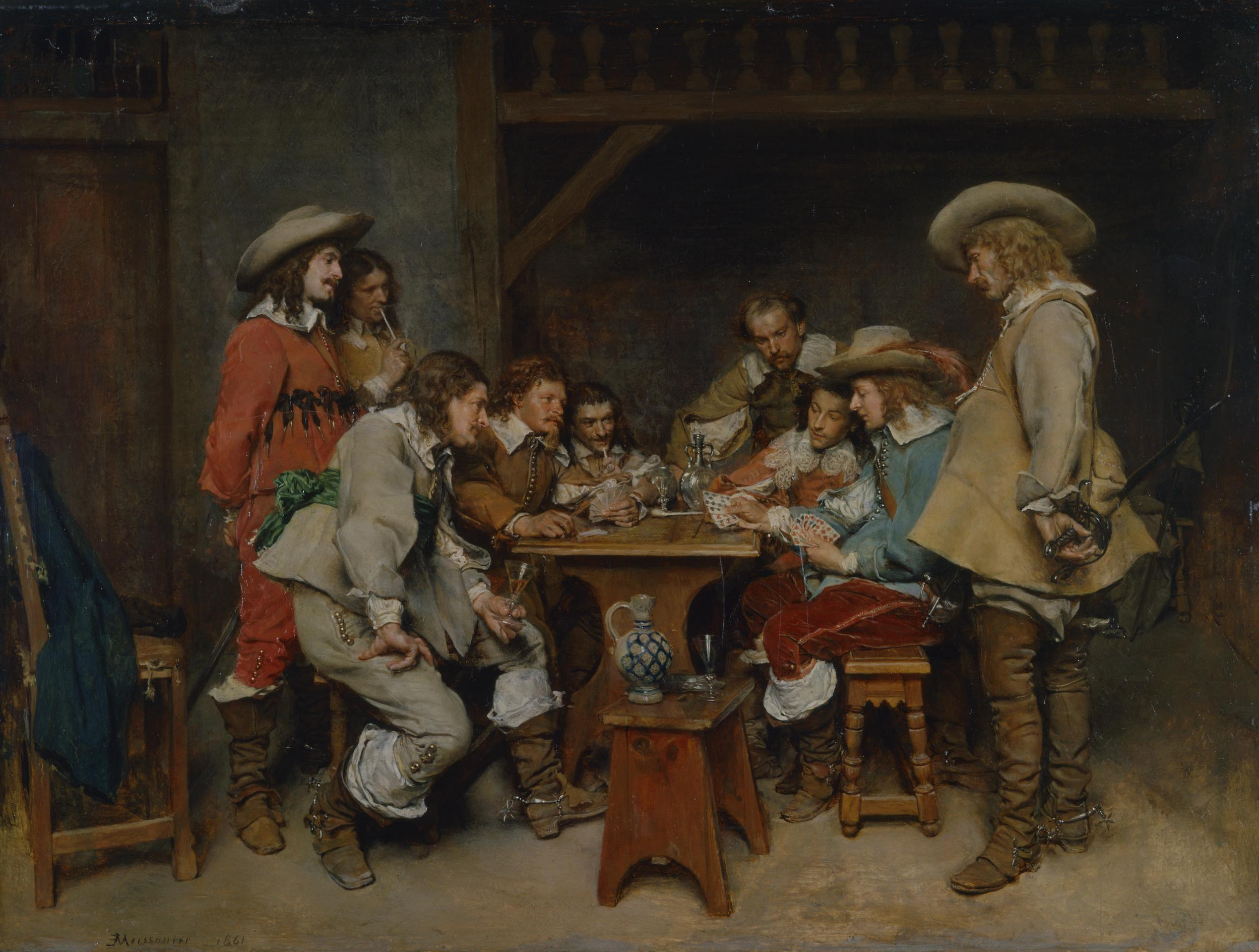
La Partie de Piquet, 1861
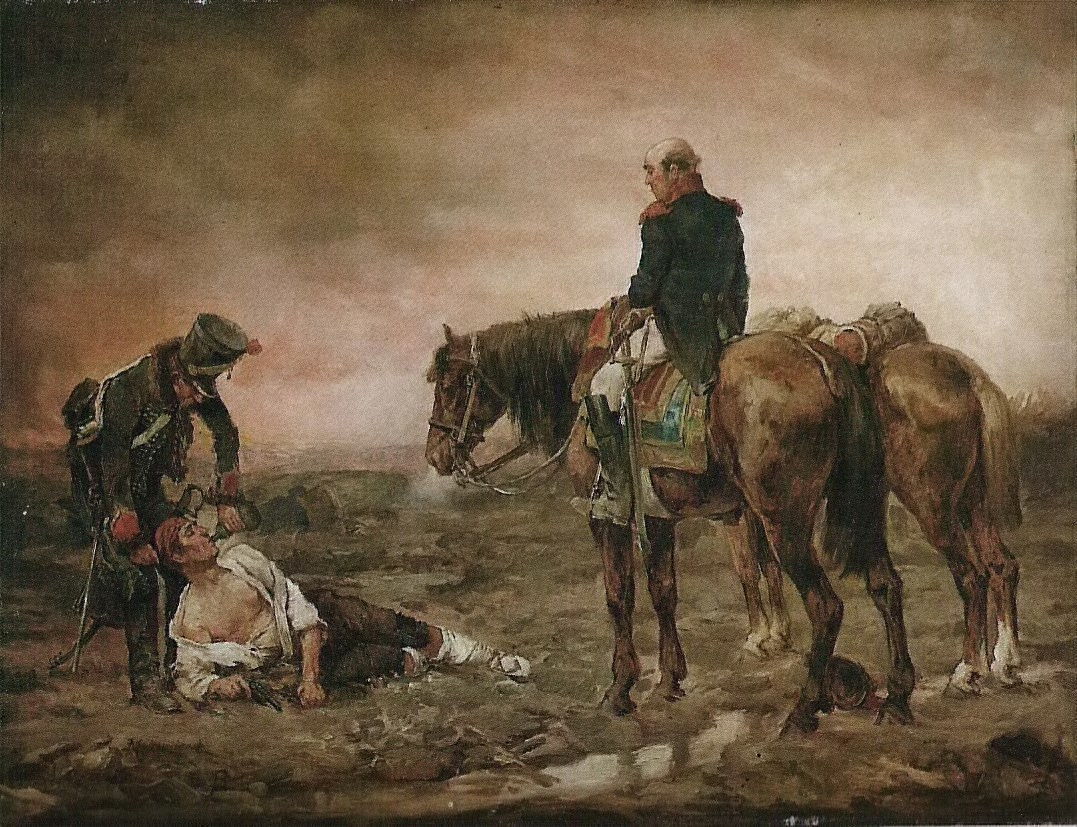
Verlichting na de strijd
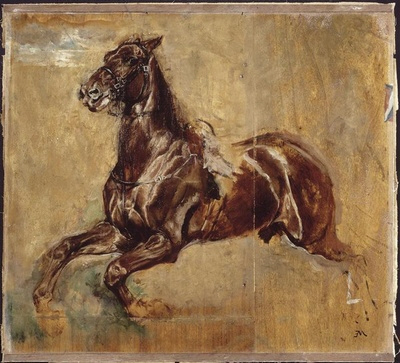
Studie van een paard in galop
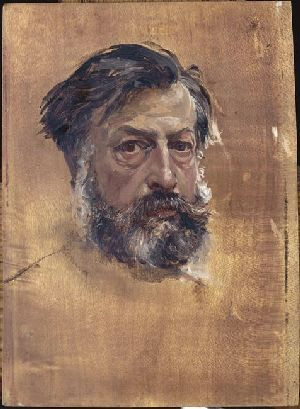
Zelfportret ca. 1865
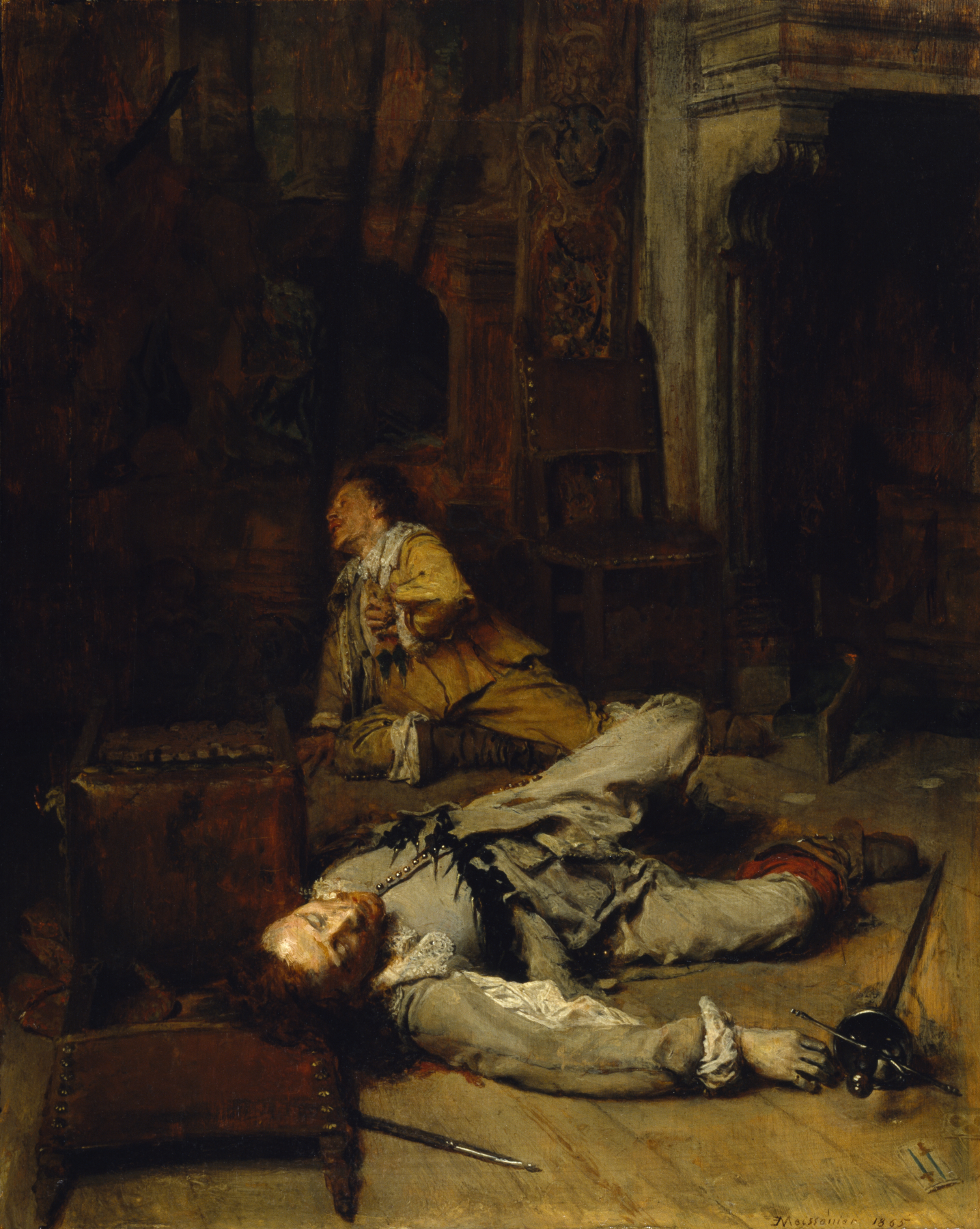
Fin d'une partie de cartes, ca. 1870
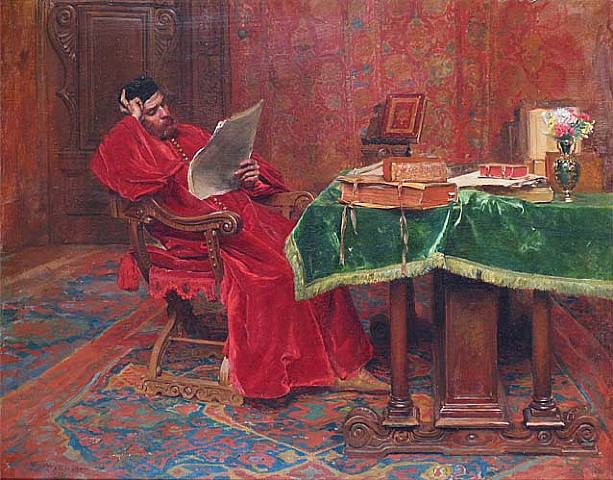
De filosoof, 1878
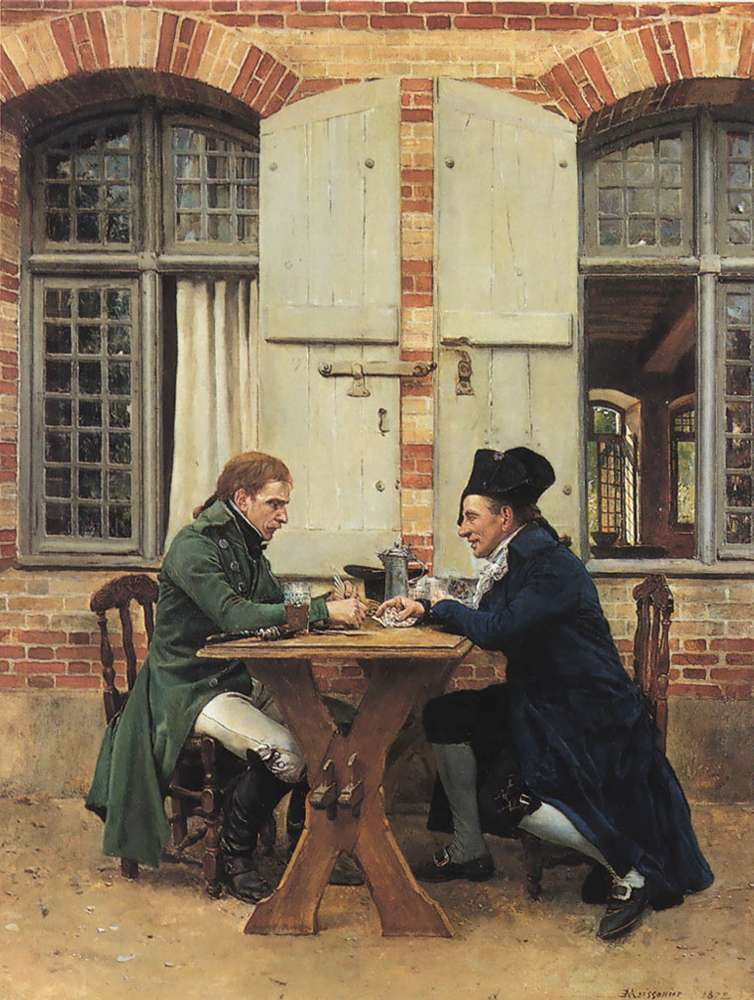
De kaartspelers, 1872
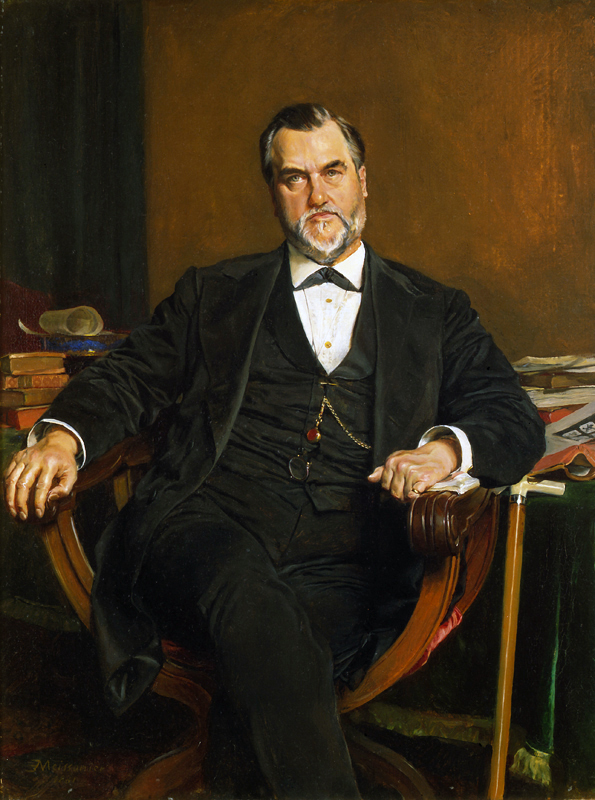
Leland Stanford, 1881
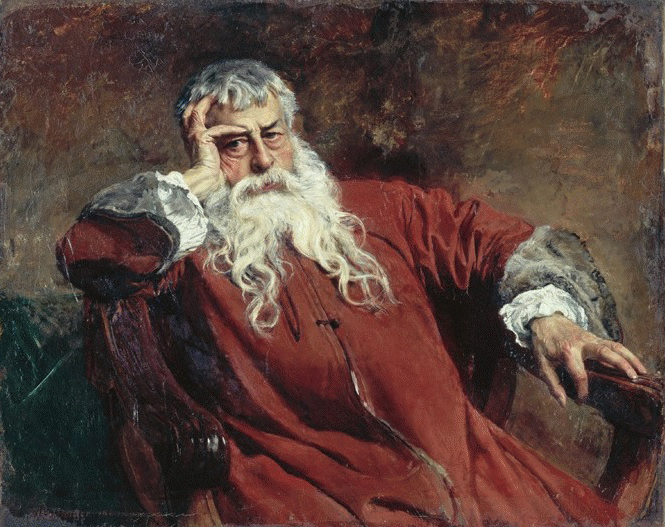
Ernest Meissonier, zelfportret, 1889

- Bibsys: 90778669
- Biblioteca Nacional de España: XX1320575
- Bibliothèque nationale de France: cb11943744z (data)
- Catàleg d'autoritats de noms i títols de Catalunya: 981058515333606706
- CiNii: DA07794922
- Gemeinsame Normdatei: 118782967
- International Standard Name Identifier: 0000 0001 0898 3951
- Library of Congress Control Number: n81033649
- Nationale Bibliotheek van Letland: 000201938
- Base Léonore: LH//1818/30
- MusicBrainz: fc837b3e-48cc-47db-9049-1e9d06572a14
- National Gallery of Victoria: 1111
- Nationale Bibliotheek van Tsjechië: jo2003184019
- Nationale bibliotheek van Australië: 36225716
- Nationale Bibliotheek van Israël: 987007298584505171
- Nationale Bibliotheek van Polen: a0000003283686
- Nederlandse Thesaurus van Auteursnamen: 074311883
- Réseau des bibliothèques de Suisse occidentale: 02-A000112753
- RKD-Nederlands Instituut voor Kunstgeschiedenis: 55050
- Istituto Centrale per il Catalogo Unico: RAVV010201
- LIBRIS: 209584
- SNAC: w6nv9nb3
- Système universitaire de documentation: 027383768
- Trove: 1232739
- Union List of Artist Names: 500001155
- Virtual International Authority File: 49233513
- WorldCat: E39PBJjXjRT7BBhPKWRB3FBF8C